# Portugese oester
De Portugese oester (Crassostrea angulata) is een tweekleppig schelpdier dat in Europa van oorsprong voorkomt in het zuidwesten van het Iberisch Schiereiland. De soort is erg moeilijk te onderscheiden van de Japanse oester (Crassostrea gigas). Veel auteurs beschouwen deze twee soorten daarom als één soort.  Uit genetisch onderzoek is echter gebleken dat de C. angulata en C. gigas zo een 2,7 miljoen jaar van elkaar zijn gedivergeerd.
Oorspronkelijk kwam de Portugese oester alleen voor op de Aziatische Grote Oceaankust en is vermoedelijk in de zestiende eeuw via Portugese schepen naar Europa gekomen.
De breedte van de Portugese oester is maximaal 140 millimeter, bij een hoogte tot 230 mm, maar de meeste exemplaren blijven kleiner. De kleur is geelbruin tot paarsroze met lila vlekken en kleurstralen. De binnenkant is glanzend wit, het kommavormig spierindruksel lila of bruin.
Rechter en linker klep van hetzelfde exemplaar:

Rechter klep
Linker klep